# 유명한아이
유명한아이(Yumewanaii, 본명: 곽지은, 1996년 2월 2일~)는 대한민국의 여성 래퍼이다.
유명한아이라는 랩네임을 사용하기 이전에는 GregK라는 랩네임을 사용했었다.
119 ID REMIX에 이전 랩네임인 GregK로 참여했었다.

## 방송 출연
- 쇼미더머니 10
- 쇼미더머니 11
- 드랍더비트 - 4위
- 랩컵 - Top8 (6위)

## 디스코그래피

### 싱글
- shall we (2019.02.19)
- run away (2020.02.18)
- 비움 (2020.03.12)
- Famous Kid (2020.04.17)
- STICKY (2021.04.29)
- MO FAMOUS (With 노윤하) (2022.04.25)
- 모지리 (2022.08.18)